# Ын Камчхюнь
Ын Камчхюнь (кит. 吴锦泉) — южно-китайский футболист, игравший на позиции защитника. Выступал за клуб «Саут Чайна» и национальную сборную Китайской Республики. Двукратный победитель футбольного турнира Дальневосточных игр.

## Карьера
Ын Камчхюнь играл за футбольный клуб «Саут Чайна» из Гонконга. В 1923 году его команда получила право представлять сборную Китайской Республики на Дальневосточных играх. На турнире Камчхюнь дебютировал 22 мая в матче против сборной Филиппин, выйдя в стартовом составе. Встреча завершилась победой его команды со счётом 3:0. Во втором матче на турнире китайцы разгромили Японию и стали победителями соревнований. 
В августе 1923 года Камчхюнь отправился со сборной в турне по Австралии, которое продлилось три месяца.  В 1927 году Ын вновь был участником и победителем Дальневосточных игр. В последний раз в составе сборной он сыграл 31 августа 1927 года против сборной Филиппин.

## Статистика за сборную
| Китайская Республика | Китайская Республика | Китайская Республика |
| Год                  | Матчи                | Голы                 |
| -------------------- | -------------------- | -------------------- |
| 1923                 | 2                    | 0                    |
| 1927                 | 2                    | 0                    |
| Итого                | 4                    | 0                    |

## Достижения
- Победитель Дальневосточных игр (2): 1923, 1927